# Coseano
Coseano là một đô thị ở tỉnh Udine trong vùng Friuli-Venezia Giulia thuộc Ý, có cự ly khoảng 80 km về phía tây bắc của Trieste và khoảng 15 km về phía tây của Udine. Tại thời điểm ngày 31 tháng 12 năm 2004, đô thị này có dân số 2.237 người và diện tích là 23,9 km².
Đô thị Coseano có các frazioni (đơn vị cấp dưới, chủ yếu là các làng) Barazzetto, Cisterna, Coseanetto, Maseris, và Nogaredo.
Coseano giáp các đô thị: Dignano, Flaibano, Mereto di Tomba, Rive d'Arcano, San Vito di Fagagna, Sedegliano.